# 馬可·德尼可羅
馬可·德尼可羅（Marco De Nicolo，1976年9月30日—），是一名義大利射擊運動員，曾獲得2006年世界射擊錦標賽男子50米步槍臥射季軍。他也曾參加2000年、2004年、2008年、2012年和2016年五屆奧運。

## 外部連結
- ISSF （页面存档备份，存于）